# Amtsgericht Regensburg

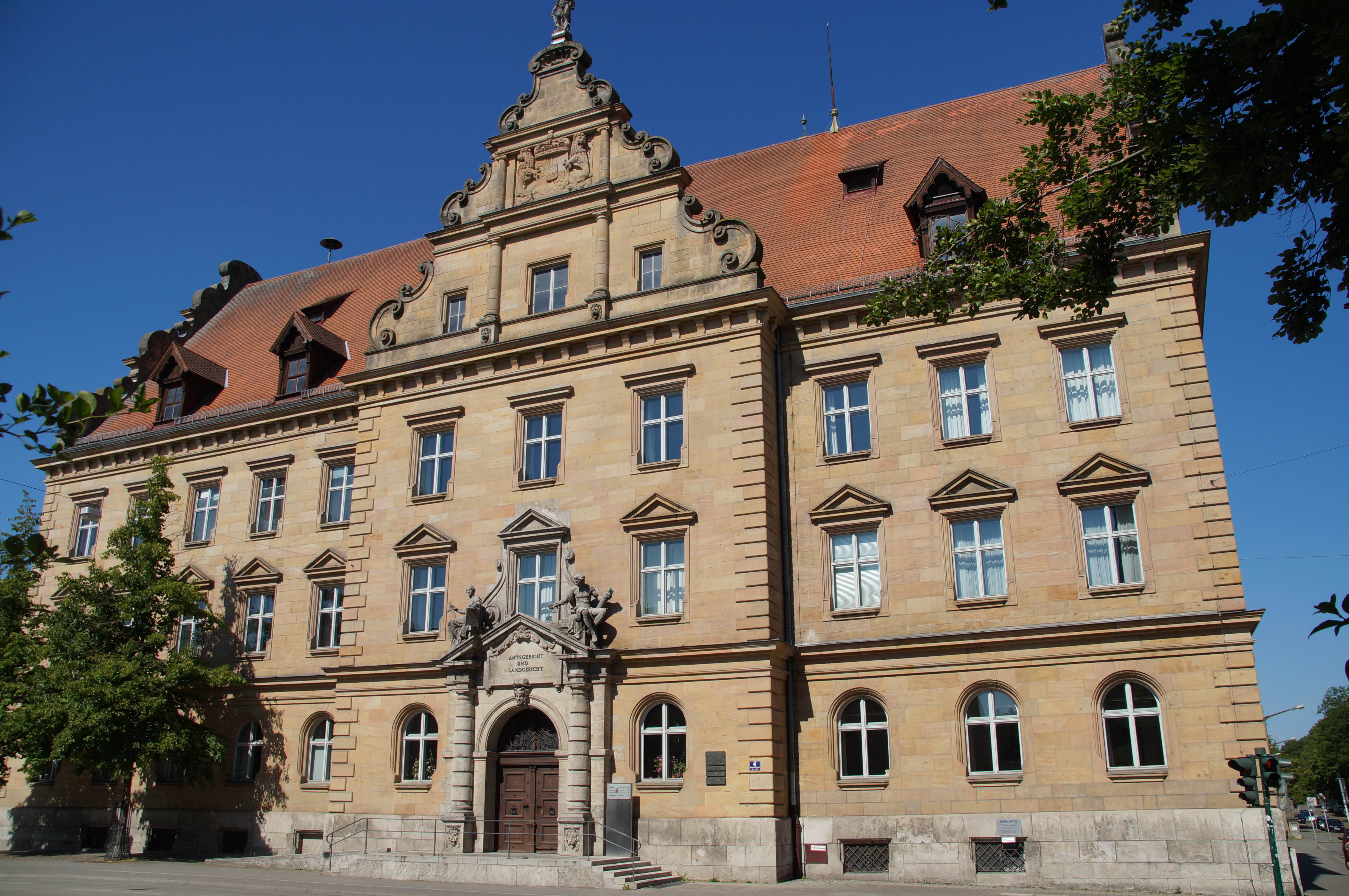
Gebäude des Amts- und des Landgerichts Regensburg (2014)

Das Amtsgericht Regensburg ist ein Gericht der ordentlichen Gerichtsbarkeit und eines von 73 Amtsgerichten in Bayern. Der Sitz des Gerichts befindet sich in der Augustenstraße 3 in Regensburg.

## Geschichte
Im Jahre 1879 wurden aus den bestehenden Stadt- und Landgerichten älterer Ordnung um Regensburg die Amtsgerichte Regensburg I (bisheriges Stadtgericht Regensburg mit Ausnahme von Stadtamhof und Steinweg, die dem Amtsgericht Stadtamhof zugeordnet wurden)  und Regensburg II (bisheriges Landgericht älterer Ordnung Regensburg) gebildet.
Das Landgericht Regensburg war wiederum erst 1857 aus Teilen des übergroßen Landgerichtes Stadtamhof neugebildet worden. Es umfasste Alteglofsheim, Auburg, Aufhausen, Barbing, Dengling, Ehring, Eltheim, Friesheim, Gailsbach, Gebelkofen, Geisling, Gmünd, Griesau, Hagelstadt, Haidenkofen, Haimbuch, Illkofen, Irnkofen, Köfering, Langenerling, Luckenpaint, Mangolding, Mintraching, Mötzing, Moosham, Sanding, Sarching, Schönach, Sengkofen, Sünching, Taimering, Thalmassing, Tiefbrunn, Weillohe und Wolkering.
Durch die Eingemeindung von Karthaus-Prüll in die Stadt Regensburg am 1. Januar 1904 wurde dieses Gebiet vom Amtsgericht Stadtamhof abgetrennt und dem Amtsgericht Regensburg I zugeteilt. Mit Fertigstellung des heutigen Gebäudes des Amt- und des Landgerichts Regensburg in der Kumpfmühler Straße konnten 1905 die Amtsgerichte Regensburg I und Regensburg II zum Amtsgericht Regensburg zusammengelegt werden.
Mit Wirkung vom 1. Juli 1932 wurde das Amtsgericht Stadtamhof aufgehoben und dessen Bezirk mit dem Bezirk des Amtsgerichts Regensburg vereinigt. Nachdem das Amtsgericht Regenstauf gegen Ende des Zweiten Weltkrieges zur Zweigstelle des Amtsgerichts Regensburg herabgestuft wurde und dies 1956 noch einmal bestätigt worden war, erfolgte am 1. Juli 1959 die Auflösung dieser Zweigstelle. 1959 wurde auch das Amtsgericht Wörth trotz energischer Proteste des damaligen Stadtrates und Demonstrationen der Bevölkerung aufgelöst und dem Amtsgericht Regensburg zugeordnet.
Am 1. Juli 1972 wurde der Landkreis Parsberg im Zuge der Gebietsreform in Bayern aufgelöst: Die Stadt Hemau (bis 1970 selbst Sitz eines Amtsgerichts)  sowie die Gemeinden Aichkirchen, Beratzhausen, Berletzhof, Brunn, Deuerling, Haag, Hohenschambach, Klingen, Kollersried, Laaber, Langenkreith, Laufenthal, Mausheim, Neukirchen, Oberpfraundorf, Pellndorf, Rechberg, Schwarzenthonhausen und Thonlohe wurden dem Landkreis Regensburg zugeschlagen und damit dem Amtsgericht Regensburg zugeordnet.

## Gebäude
Die Geschichte des heutigen Gebäudes des Amts- und des Landgerichts Regensburg begann mit dem nach schwierigen Verhandlungen erfolgten Erwerb eines Grundstücks in der Kumpfmühler Straße, auf welchem von 1901 bis 1905 das Gerichtsgebäude vom Architekten Friedrich Niedermayer erbaut wurde.
Auf dem Grundstück befand sich vorher eine Zuckerfabrik. Das Gebäude wurde im Neurenaissance-Stil erbaut. Das Hauptportal wird von zwei allegorische Figuren geschmückt. Die Treppe in der Eingangshalle wird von zwei in Sandstein ausgehauenen Löwen flankiert. Die Decke im Eingangsbereich ist mit Wappen verziert.
Im Zuge des Zweiten Weltkriegs wurde der Ostflügel zerstört und bis 1950 wieder aufgebaut. Wegen aufkommenden Platzmangels wurden die angrenzenden Gebäude in der Kumpfmühler Straße und der Augustenstraße aufgekauft und die Wohn- in Büroräume umgewandelt. Aufgrund weiteren Platzmangels wurde überlegt, im Ortsteil Königswiesen einen Neubau zu errichten. Das Grundbuchamt wurde schon 1976 in die Augustenstraße 5a ausgelagert. Das Gebäude wurde daraufhin käuflich erworben und weiter genutzt. Man entschied sich allerdings gegen einen Neubau und plante einen Erweiterungsbau auf dem Gelände in der Augustenstraße 3. Auf dem Gelände wurde dann das Gebäude abgerissen und ein Neubau errichtet, welcher 1987 fertiggestellt wurde. Die Baukosten betrugen 17,5 Mio. DM.
Im Jahre 1990 wurden die Gebäude in der Augustenstraße 6a und in der Kumpfmühlerstraße 4a umfassend saniert. Die Arbeiten wurden 1997 fertiggestellt; die Kosten beliefen sich auf 16 Mio. DM. Der Sitz des Gerichts befindet sich offiziell in der Augustenstraße 3. Im Zuge der Sanierung wurde die angrenzende städtische Augustenschule angekauft. Diese wurde im Jahr 2000 umgebaut und im März 2004 bezogen. Seitdem finden dort der Sitzungsbetrieb von Amts- und Landgericht sowie der Unterricht und die Prüfungen für die Rechtsreferendare statt.

## Zuständigkeitsbereich
Der Amtsgerichtsbezirk umfasst den Landkreis Regensburg und die Stadt Regensburg. Im Osten reicht der Amtsgerichtsbezirk bis Wörth a.d.Donau, im Süden bis Schierling, im Westen bis nach Hemau bzw. Beratzhausen und im Norden bis Kallmünz. Insgesamt leben rund 182.000 Menschen in diesem Bezirk.
Das Gericht ist erstinstanzlich für Zivil-, Familien- und Strafsachen zuständig.

## Beschäftigte
Im Jahre 2010 waren 34 Richter, 54 Rechtspfleger, 19 Gerichtsvollzieher, 48 Justizfachwirte und 51 Angestellte am Amtsgericht beschäftigt. Zu den Richtern zählte unter anderem Herbert Roth (* 1951), ein deutscher Rechtswissenschaftler.

## Übergeordnete Gerichte
Dem Amtsgericht Regensburg ist das Landgericht Regensburg übergeordnet, welchem wiederum das Oberlandesgericht Nürnberg übergeordnet ist.